# Casa a la riera d'en Font
La Casa a la riera d'en Font és un edifici de Montgat (Maresme) inclòs a l'Inventari del Patrimoni Arquitectònic de Catalunya.

## Descripció
Es tracta d'una casa de planta baixa i pis, coberta per una teulada de dos vessants, i amb l'entrada principal situada a la façana lateral. El parament és de maçoneria o pedra vista sense tallar en forma de carreus, de color fosc, i empra la fusta a les obertures: porticons, portes i balcons. Això fa que contrasti amb els edificis que l'envolten, per què aquesta tipologia de casa correspon a un model d'alta muntanya, però es troba a pocs metres del mar.